# 桂冠詩人 SINGLE COLLECTION PLUS
『桂冠詩人 SINGLE COLLECTION PLUS』（けいかんしじん シングル・コレクション・プラス）は、宝野アリカと片倉三起也による日本の音楽ユニット・ALI PROJECTの5枚目のベスト・アルバム。2008年12月10日にビクターエンタテインメントから発売された。

## 概要
『COLLECTION SIMPLE PLUS』に続き、ビクターエンタテインメントからリリースされた、シングル及びサントラ盤からの集曲。ジャケット、及び歌詞カードの写真はサイパンで撮影された。初回限定盤には『勇侠青春謳』、『わが﨟たし悪の華』、『鬼帝の剣』のビデオクリップ、そしてライブツアー『禁書発禁』（禁書 (アルバム)#ライブツアーを参照）における『わが﨟たし悪の華』、『鬼帝の剣』の映像が収録されたDVDが付属した。

## 収録曲
（全作詞：宝野アリカ、作曲・編曲：片倉三起也）
1. わが﨟たし悪の華 [4:30]
  - テレビアニメ『コードギアス 反逆のルルーシュR2』後期EDテーマ
  - イントロ及び間奏にレオポルド・ゴドフスキー作曲の『ピアノソナタ ホ短調』の第1楽章の旋律が引用されている。
2. 麤皮 [4:43]
  - シングル『わが﨟たし悪の華』のC/W曲
  - タイトルは中井英夫の最初期の短編、またそのモチーフとなったオノレ・ド・バルザックの同名作品にちなむ。読みは「あらがわ」。
  - サビにエルネスト・レクオーナ作曲の『アフロ＝キューバ舞曲集』から第4番「黒人秘密結社員の踊り」が、ラストに同じくレクオーナ作曲の『La comparsa』の旋律が引用されている。
  - BメロにBUNKER 8 DIGITAL LABS社のソフト音源『HYBRIDIZER 3』より「Cryogenics」が利用されている。その他、同音源よりAメロのバックには「Umberto Slugwa」が利用されている。
3. 勇侠青春謳 [4:23]
  - テレビアニメ『コードギアス 反逆のルルーシュ』前期EDテーマ
  - サビにピエトロ・マスカーニ作曲のオペラ『カヴァレリア・ルスティカーナ』から「ママも知るとおり Voi lo sapete, o mamma」の旋律が引用されている。
4. 鎮魂頌 [6:03]
  - シングル『勇侠青春謳』のC/W曲
  - アレッサンドロ・スカルラッティ作曲のアリア『私は悩みに満ちて Son tutta duolo』が、サビにエンリケ・グラナドス作曲の『詩的なワルツ集』から第3番の旋律が引用されている。
5. 亡國覚醒カタルシス [4:35]
  - テレビアニメ『.hack//Roots』EDテーマ
6. 水月鏡花 [4:19]
  - テレビアニメ『.hack//Roots』挿入歌
  - シングル『亡國覚醒カタルシス』のC/W曲
7. KING KNIGHT [4:19]
  - テレビアニメ『.hack//Roots』の最終回EDテーマ
  - 『.hack//Roots O.S.T.2』より
  - イントロにセルゲイ・プロコフィエフ作曲のバレエ『ロメオとジュリエット』から「モンタギュー家とキャピレット家（騎士たちの踊り）」とミハイル・グリンカ作曲の『5つの新しいコントルダンス第4番 ヘ長調』が、Bメロに同じくグリンカ作曲の『5つの新しいコントルダンス第3番 イ長調』が、サビに同じくグリンカ作曲の『5つのコントルダンス第1番 ト長調』の旋律が引用されている。Bメロにモーリツ・モシュコフスキ作曲『10のかわいい小品 第3番 無言歌』の旋律が引用されている。
8. 白堊病棟 [5:09]
  - 『.hack//Roots O.S.T.』より
9. GOD DIVA [4:14]
  - .hack//G.U. Returner EDテーマ
  - 『.hack//Roots O.S.T.』より
  - イントロと間奏部分にヴォルフガング・アマデウス・モーツァルト作曲のオペラ『魔笛』から夜の女王のアリア「復讐の炎は地獄のように我が心に燃え」が、サビにミハイル・グリンカ作曲の『ポルカ ニ短調』の旋律が引用されている。
10. 汚れなき悪意 [4:46]
  - 『.hack//Roots O.S.T.2』より
  - サビ以外の部分に映画『キングダム・オブ・ヘブン』の挿入歌「Burning The Past」が使われている。
11. 少女殉血 [4:55]
  - テレビアニメ『AVENGER』挿入歌
  - 『Avenger O.S.T.』より
  - ルッジェーロ・レオンカヴァッロ作曲のオペラ『道化師』から「衣装をつけろ」がモチーフとして使われている。
12. MOTHER [5:18]
  - テレビアニメ『AVENGER』挿入歌
  - 『Avenger O.S.T.』より
  - マスカーニ作曲のオペラ『カヴァレリア・ルスティカーナ』の間奏曲からの引用が見られる。サビに同作曲家の『友人フリッツ』より「この僅かな花を Son pochi fiori」からの引用が見られる。
13. 桂冠詩人 [4:56]
  - 新録
  - サビにエルネスト・レクオーナ作曲の『Buenos días』の旋律が引用されている。
14. 鬼帝の剣（orchestral arrange ver.） [4:38]
  - 新録ヴァージョンであり、原曲の「愛と憎しみに」の部分が、「愛と哀しみに」に変更されている。
  - イントロのメロディはBUNKER 8 DIGITAL LABS社のソフト音源『HYBRIDIZER 3』より「Alameida Rita」の音源が元となっている。

## 参加ミュージシャン
- Orchestrated by 平野義久（M12-14）
- Strings Arranged by 渡辺剛（M2）、斉藤聡（M4,M8,M10）、平野義久（M6,M9,M11）
- Strings：RUSH by 加藤高志（M4,M6,M9,M13,M14）
- Violin：渡辺剛（M2,M8,M10）/長尾珠代、岸倫仔、矢野晴子（M2）/鈴木順子（M11,M12）
- Violin：杉野裕（M2,M8,M10）/岩村聡弘、斉藤園子（M2）/伊勢三木子（M11,M12）
- Viola：萩原薫、島岡智子（M2,M8,M10）/渡辺一雄（M11,M12）
- V.Cello：結城貴弘（M2）/岩永友樹（M8）/諸岡由美子（M10）/四家卯大（M11,M12）
- Harp：斎藤葉（M13,M14）
- Piano：細田真子（M4,M6,M12）
- Piccolo：金子奈美（M14）
- Flute：相馬充（M6,M12）、旭孝（M6,M14）
- Oboe：庄司知史（M6）、石橋雅一（M12）、柴山洋（M14）
- Clarinet：山根公男（M6,M14）
- Horn：藤田乙比古、勝俣泰、五十畑勉、高橋臣宣（M14）
- Trumpet(Straight/Mute)：Antonio Marti、肱岡亜衣子（M14）
- Trombone(bass/tenor)：箱山芳樹、野々下興一（M14）
- Tuba：渡辺功（M14）
- C.Percussion：草刈とも子、小竹満里（M14）
- A.Guitar：伊丹雅博（M6,M8）
- Synthesizer, Keyboards：片倉三起也
- Vocal, Chorus：宝野アリカ

## クレジット
| Performed by ALI PROJECT                                  | Performed by ALI PROJECT                                   |
| Music Staffs                                              | Music Staffs                                               |
| --------------------------------------------------------- | ---------------------------------------------------------- |
| Producer                                                  | 石川吉元                                                   |
| Recording & Mix Down Engineer                             | 瀧田二朗                                                   |
| Recording Engineer                                        | 鈴木裕也                                                   |
| Assistant Engineer                                        | 岡本慎太郎（Greenbird Studio）                             |
| Assistant Engineer                                        | 益子信重（Soundcity Studio）                               |
| Assistant Engineer                                        | 内藤慎一（Landmark Studio）                                |
| Assistant Engineer                                        | 西河原邦夫（Landmark Studio）                              |
| Assistant Engineer                                        | 山田和範（Sound INN Studio）                               |
| Recorded at                                               | GREEN BIRD                                                 |
| Recorded at                                               | Sound City STUDIO                                          |
| Recorded at                                               | Sound Inn Studio                                           |
| Recorded at                                               | Flamingo Sound                                             |
| Recorded at                                               | Zazou Music Shed                                           |
| Mastering Engineer                                        | 山崎和重（FLAIR）                                          |
| Management for 平野義久                                   | 金井暁                                                     |
| Musician Coordination                                     | 関谷典子                                                   |
| Staffs                                                    |                                                            |
| Promoter                                                  | 益子恵、鈴木裕介（Flying DOG）                             |
| Sales Promoter                                            | 江口梨紗（Victor Entertainment, Inc）                      |
| Manager                                                   | 野崎圭一（Flying DOG）                                     |
| Senior Manager                                            | 佐々木史朗（Flying DOG）                                   |
| Art Staffs                                                |                                                            |
| Art Director & Designer                                   | 吉野磨衣子                                                 |
| Art Coordinator                                           | 麻田亮                                                     |
| Photographer                                              | 小野寺廣信                                                 |
| Photograph Assistant                                      | 根本由                                                     |
| Hair & Make up Artist                                     | 橘房図                                                     |
| Hair & Make up Assistant                                  | 古牧佳代                                                   |
| Stylist                                                   | 相澤樹、松尾祐子                                           |
| Location Coordinator                                      | Willie Matsumoto（Pacific Eagle Ent., Inc）                |
| The Basic Card Style is Courtesy of                       | 駒形克己（ONE STROKE）                                     |
| Editorial Coordinator                                     | 野田晶子（Victor Entertainment, Inc）                      |
| Printed by                                                | 金羊社                                                     |
| Special Thanks to                                         |                                                            |
| KOUICHI MASHIMO                                           | BANDAI VISUAL, BANDAI, NAMCO BANDAI GAMES, KADOKAWA SHOTEN |
| KOUICHI MASHIMO                                           | TV TOKYO, TV TOKYO MUSIC PUBLISHING                        |
| GORO TANIGUCHI / CLAMP                                    |                                                            |
| MBS, SUNRISE, PROJECT GEASS(コードギアス製作委員会)       |                                                            |
| SUNRISE MUSIC PUBLISHING(サンライズ音楽出版)              |                                                            |
| MASAMITSU HIDAKA                                          |                                                            |
| CBC, GONZO, LINEBARREL PARTNERS(ラインバレルパートナーズ) |                                                            |
| EIICHI SHIMIZU, TOMOHIRO SHIMOGUCHI / AKITA PUBLISHING    |                                                            |
| Thanks to                                                 | Shiho Miyai(宮井紫帆)                                      |